# Эссен, Фредрик фон
барон Фредрик (Фридрих) фон Эссен (швед. Fredrik von Essen; 30 июля 1831, Хёмб, Скараборг — 3 октября 1921, Оскар) — шведский придворный, политический и государственный деятель. Министр финансов (1888—1894), депутат парламента (1862—1906; с перерывами), обер-гофмаршал (глава придворного ведомства; 1894—1911), андреевский кавалер (1909).

## Биография
Родился в 1831 году в семье генерал-майора и землевладельца, выходца из шведской ветви остзейского немецкого рода Эссенов (вторая ветвь рода в те дни проживала в России). 
В 1850 году окончил военную академию в замке Карлберг и поступил корнетом в Лейб-гусары, но особых успехов на военной службе не достиг и в 1863 году вышел в отставку обер-офицером. Ещё за год до этого был впервые избран в парламент Швеции — Риксдаг, который в те дни состоял из двух палат, и в течение следующих сорока с лишним лет (с перерывами) многократно переизбирался, сначала в нижнюю, а в дальнейшем — в верхнюю палату.

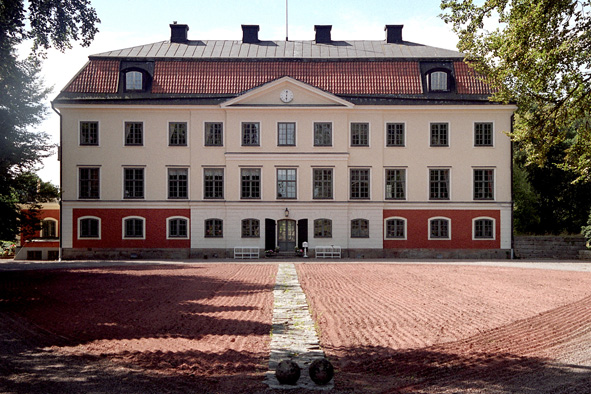
Поместье Кавлос.

В 1888—94 годах был министром финансов в правительствах Бильдта, Окерхильма и Бустрёма.
В 1894 году король Оскар II назначил фон Эссена, вместо скончавшегося Бильдта, на должность риксмаршала (обер-гофмаршала). В этом качестве Эссен стал ключевым участником всех придворных церемоний. Оставался рискмаршалом вплоть до 1912 года и за это время был награждён высшими степенями всех четырёх шведских орденов: Полярной звезды (1891), Серафимов (1895), Васы (1905) и Меча (1907), а также рядом высших орденов иностранных государств, включая русский орден Андрея Первозванного (1909), датский орден Слона (1897), большой крест французского ордена Почётного легиона (1908).
Помимо этого, Эссен был почётным членом шведских королевских Сельскохозяйственной (1891) и Военно-морской (1912) академий.
Владел поместьем Кавлос в Вестергётланде, которое представляло собой высокодоходное хозяйство с ориентированной на рынок молочной фермой и заводом по производству извести. По инициативе Эссена, поблизости от его поместья была построена железнодорожная станция.

## Семья
В 1859 году фон Эссен женился на Эббе Авроре Браге (1838–1924), племяннице рискмаршала Магнуса Браге; их венчание проходило в церкви замка Скуклостер. В этом браке родилось пятеро детей, потомки которых здравствуют и в настоящее время.